# 東宮西宮 (香港舞台劇)
《東宮西宮》是香港舞台劇系列，由進念二十面體林奕華及胡恩威製作。故事講述虛構國度由於國內種種政治問題而引發出來的笑話，藉以影射香港政治生態。

## 簡述
《東宮西宮》目前有十四集，分別如下：
1. 《2046特首不見了》（2002年）
2. 《問責制唔制》（2002年8月，2003年8月一周年再度公演）
3. 《開咪封咪》（2004年）
4. 《西九龍皇帝》 同場加映《大匙羮》（2005年）
5. 《2097 Back to the 清朝》（2007年）
6. 《七彩包青天》（2008年）
7. 《香港公務員死亡筆記》（2008年）
8. 《西九龍珠》（2009年）
9. 《十大9官》（2010年）
10. 《悲慘世界香港》（2013年）
11. 《搵鬼做特首》（2014年）
12. 《一國兩制係咁先 Let It Be》（2015年）
13. 《我的志願》（2017年）
14. 《警察不見了》（2017年）

## 劇目

### 2046特首不見了
故事講述到了2046年，香港再也沒有了特首，轉而由「九龍皇帝」曾灶財管治香港。故事講述在不再有特首的情況下，曾灶財如何把香港好好管治。

### 問責制唔制
為好好管治香港，曾灶財推出了高官問責制，不過有人「制」（願意）亦有人「唔制」（不願意）。曾皇帝會怎樣處理呢？

### 開咪封咪
受到壓力，某名嘴被迫封咪。然而，開咪封咪的背後，又是否另有別情？

### 西九龍皇帝
九龍皇帝受到了挑戰！他的親戚——西九龍皇帝曾蔭財（影射時任政務司司長、主管西九龍發展項目的曾蔭權）民望高企，結果曾灶財會否被曾蔭財取而代之？

#### 同場加映《大匙羮》
利用韓劇《大長今》的各種菜式來影射當時政府施政的各種流弊，例如：以「腐乳肴鶴」來影射政府的母語教學政策。

### 2097 Back to the 清朝
2097年7月1日，西九龍文娛藝術區終於落成。趕及於特區成立百周年當日開幕。一眾高官特首決定與民同樂，與一眾巨星合演一場全球無線上網直播的串燒真人Show。

### 七彩包青天
為響應特首在施政報告中提議加強港人國民教育，同時慶祝陳淑莊當選山頂區區議會小姐，東宮西宮決定炮製以一國兩制和法治為題的國民教育法治大喜劇《七彩包青天》。向觀眾介紹中港法治的特色——尤其是文化大革命及改革開放後的中國，提高觀眾法治意識。
劇目包括《包公夜審當奴》、《特區七大奇案》等等；並由香港大學法律學院的陳弘毅教授及戴耀廷副教授為本劇法律顧問。

#### 特區七大奇案
- 住好啲案
- 古惑天王BT案
- 大富豪案
- 字母小姐案
- 龔如心遺產爭奪案
- 居港權人大釋法案
- 領匯司法覆核案

### 香港公務員死亡筆記
|                                    | 任何生物、物件、政策、地方、行業、制度等名字被寫在上面的就會死亡或被公務員直接間接消滅。 |
| ——— 特區死神「攞命」的《死亡筆記》 |                                                                                          |

2008年11月，攞命把《死亡筆記》丟失在特區政府總部。視民調如浮雲的特首撿到了這本影響公務員制度的筆記後，決定把它掃描（Scan），親疏有別地E-mail給與他有「親」的官員、政客，責承他們各自依照自己有限的智慧、學識和品味，在筆記上面寫上那些該死的人或事物的名字：窮人、中產、知識份子、民智、創意、理想、法治……公務員。

### 西九龍珠
香港特別行星區回歸銀河中央星系的第十二年，行星區特首吹水超級撒亞外行人推出一系列吹水拖政大計－有拖無欠之政策是也。
就在此時，銀河中央有人屬意唐唐為下屆特首人選之一，而他必先要進行一系列的修行。因此特首派三位超級撒亞外行人孫唔諗、朱唔識和沙唔做協助唐唐取西九經，搞亂西九，引入大量西人，搜集西九七龍珠。
本集為香港文化中心二十週年活動之一《建築是藝術節》的節目。

### 十大9官
從中國歷史上的九級官位和官場生態，看看香港官場現形記。

## 有關人物
- 胡恩威
- 林奕華
- 陶傑 - 第一集編劇
- 陳浩峰 - 樂隊「假音人」主音，系列主要演員暨主題曲主唱者。他在系列中的百變形像，與及其主唱的串燒歌《香港輓歌》令他備受矚目。
- 陳淑莊 - 法律工作者，系列主要演員，飾演Miss嘟。於「開咪封咪」裡，無間斷地讀出黃毓民的封咪聲明，技驚全場，之後在「西九龍皇帝」飾演「小嘟后」；她曾為中西區區議員（2007-2011）及現任立法會議員（香港島）（2008—2012）、（2016—2020）。
- 曾俊華 - 因為曾經公開觀賞過此劇而成為一時話題。

## 進念社會劇場系列
－由《東宮西宮》舞台劇引申出來的劇場創作
- 樓市怪談 / 樓市怪談 2010
- 孔巨基 三字經歌劇
- 香港電視風雲 / 香港電視終極檢討
- 唱K回憶錄

## 電視版
在亞洲電視2011年節目巡禮中預告了《東宮西宮》電視版，原定2011年6月10日本港台首播。不過最後在節目表內刪除此節目安排。最後《東宮西宮》電視版安排於2011年6月26日 21:00 本港台播出。

## 外部連結
- 《東宮西宮》官方網頁 （页面存档备份，存于）
- 進念二十面體：《東宮西宮》之問責制唔制 （页面存档备份，存于）
- 吳靄儀：法政隨筆─西九龍皇帝 （页面存档备份，存于）
- 香港教育城：香港學生戲劇評論比賽高中組季軍得獎作品：評《東宮西宮之西九龍皇帝》（加強版）[永久]